# Железничка станица Сопот космајски
Железничка станица Сопот космајски је једна од железничких станица на прузи Београд—Ниш. Налази се насељу Ђуринци у градској општини Сопот у Београду. Пруга се наставља у једном смеру ка Влашком Пољу и у другом према према Раљи. Железничка станица се састоји од 6 колосека.
У време Југославије станица се звала Ђуринци.